# ツチバチ科
ツチバチ科（ツチバチか、学名: Scoliidae）は、昆虫綱ハチ目ハチ亜目有剣類ツチバチ上科 Scolioidea に属する科。この科に分類される種の昆虫を総称してツチバチと呼ぶ。

## 概要
世界から約550種が記録されている科で、ツチバチ亜科 Scoliinae とムカシツチバチ亜科 Proscoliinae の2亜科に大別されるが、ムカシツチバチ亜科の現存種はムカシツチバチ属 Proscolia の2種が知られているのみで、ほとんどの種はツチバチ亜科に分類される。またツチバチ亜科はハラナガツチバチ族とナミツチバチ族の2族に大別され、日本ではハラナガツチバチ属の2属11種が、ナミツチバチ族の2属13種が知られている。土中および朽木中のコガネムシ科やクワガタムシ科の幼虫に捕食寄生する。メスは地表スレスレを飛び、嗅覚で地中に潜むコガネムシ科の幼虫を探り当てると、地中に潜って針で刺して麻痺させ、体表に卵を産み付ける。孵化した幼虫は宿主を食べて育つ。腹部は長く大きい。

## 主なツチバチ
キンケハラナガツチバチ Megacampsomeris prismatica (Smith, 1855)
ハラナガツチバチ族 Campsomerini のアラメハラナガツチバチ属 Megacampsomeris に分類される。
メスは体長17 - 27 mm。日本では本州・四国・九州、伊豆諸島に、日本国外では朝鮮半島、台湾、東南アジア、インドに分布する
夏から秋にかけて出現し、一部のメスは成虫で越冬して春先にも観察される。
アカスジツチバチ Scolia fascinate Smith, 1873
ナミツチバチ族 Scoliini のナミツチバチ属 Scolia Fabricius, 1775 に属するシワナミツチバチ亜属 Carinoscolia に分類される。
体長はメスで20 - 25 mm、オスで15 - 20 mm。体色は黒色で光沢が強く、腹部には青紫色で虹のような光沢がある。また頭部前額には橙黄色の斑紋があり、腹部第3背板にも1対の橙黄色の斑紋があるが、オスの場合は頭部の斑紋がない場合もある。
日本では北海道・本州・四国・九州、対馬、大隅諸島、三宅島、琉球列島（奄美諸島以北）に分布する。また日本国外では朝鮮半島、台湾、中国、アムールに分布する。屋久島、奄美大島・徳之島、三宅島の個体群を亜種ホウザンツチバチ S. f. hoozanesis Betrem, 1928 に、それ以外の個体群（日本本土や朝鮮半島、中国などの個体群）を名義タイプ亜種 S. f. fascinate Smith, 1873 とする学説がある。ホウザンツチバチは名義タイプ亜種に比べ、頭部の斑紋が大きく発達する特徴がある。
関東地方では7月から8月にかけて出現する。雑木林や朽木のある場所に多く、朽木やその周辺の土中でクワガタムシ類の幼虫に寄生する。黒沢良彦により、オオクワガタの幼虫に寄生していたアカスジツチバチの幼虫が羽化した事例が報告されている。
オオモンツチバチ Scolia histrionica (Fabricius, 1787)
ナミツチバチ属 Scoria に属するツチバチ亜属 Scolia s. str. に分類される。
体長はメスで10 - 25 mm、オスで15 - 22 mm。体色は黒色だが前胸は黄色く、後胸背板に黄色紋を、腹部の第1背板から第4もしくは第5背板にも黄帯か黄斑を有する。またオスの場合は小盾板にも黄色板を持つ。
日本では北海道・本州・四国・九州、対馬、大隅諸島、伊豆諸島に、日本国外では朝鮮半島・中国に分布する。日本産の個体群は亜種 S. h. japonica Smith, 1873 とされる。
成虫は夏から秋にかけて見られる。砂地を好む種であり、海岸や河川敷で多く見られる。

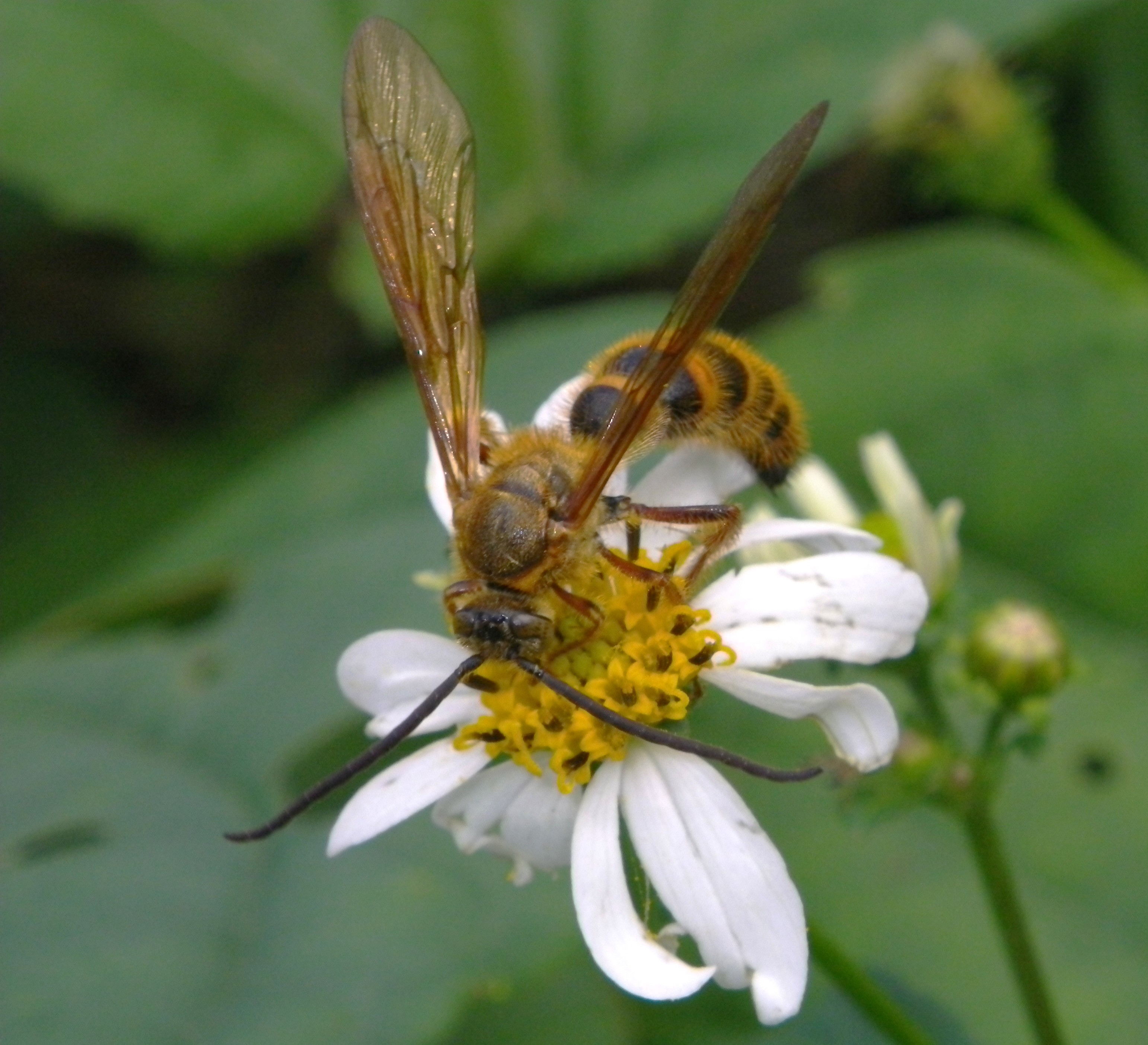
アカアシハラナガツチバチ♂ 奄美大島
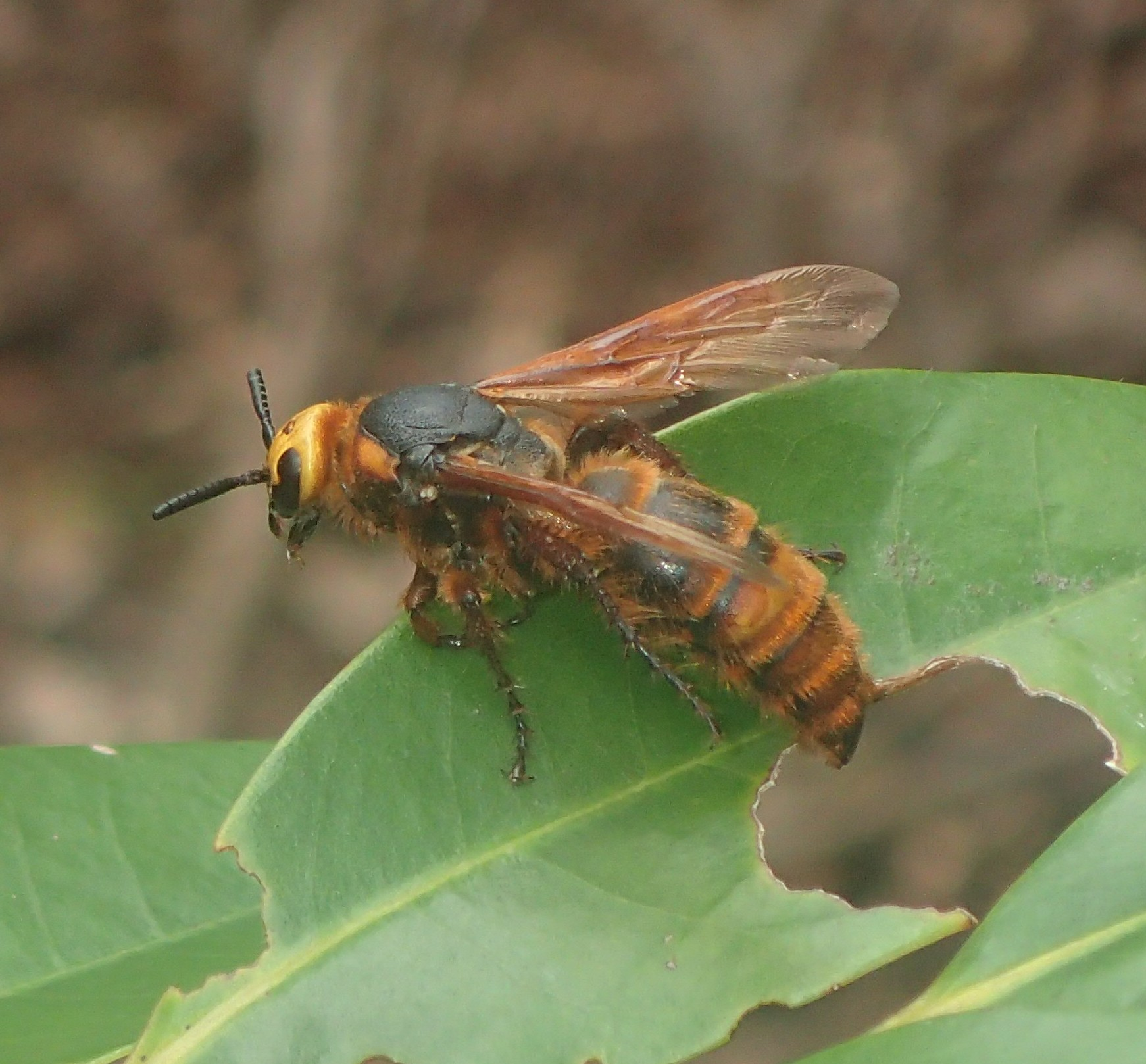
クロイワツチバチ♀ 奄美大島
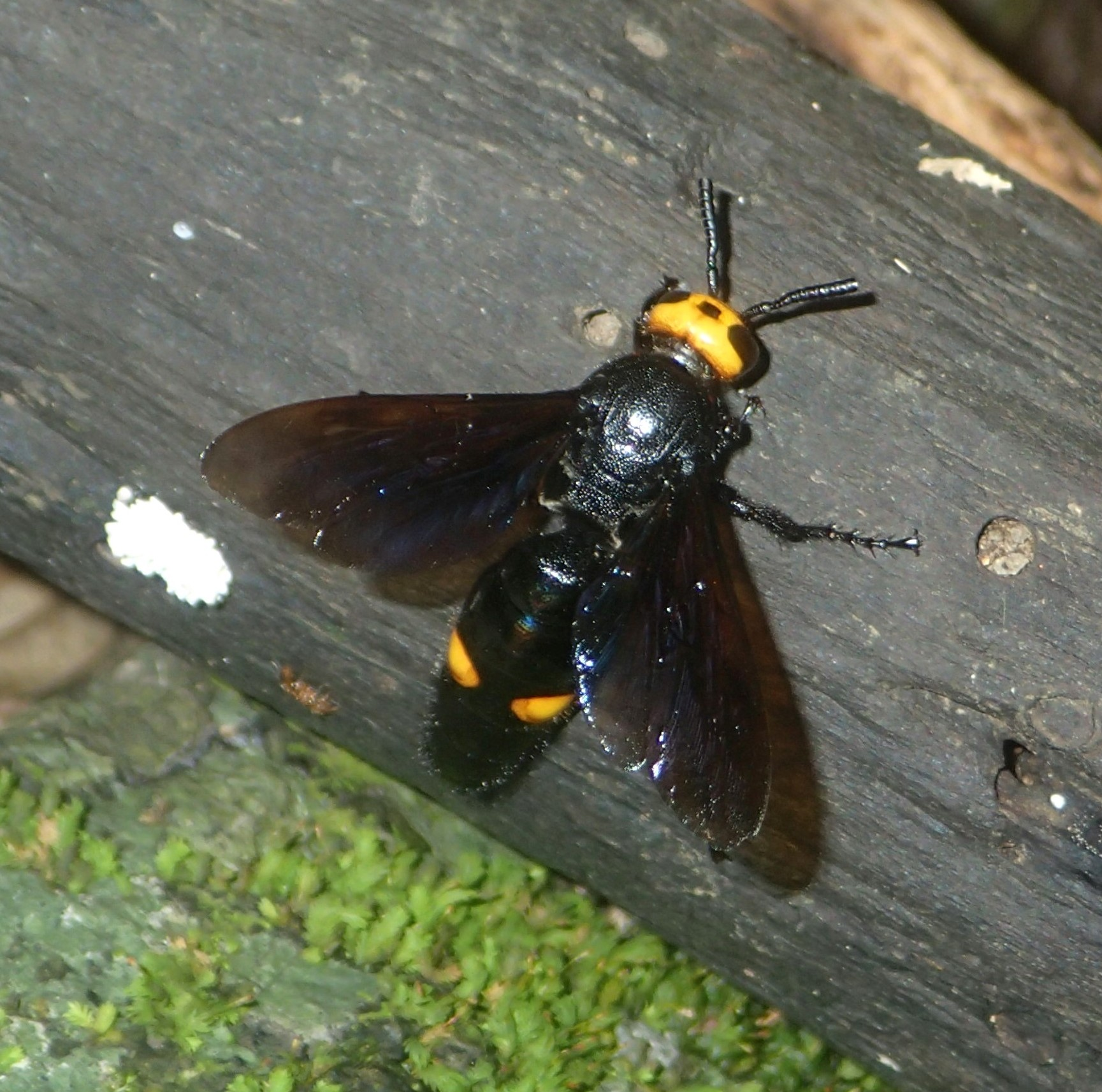
ホウザンツチバチ♀ 奄美大島